# Аллан (футболіст, 1997)
Аллан Родрігес де Соуза (порт. Allan Rodrigues de Souza, нар. 3 березня 1997, Порту-Алегрі) — бразильський футболіст, півзахисник клубу «Атлетіко Мінейру».
Виступав, зокрема, за клуби «СІК» та «Герта», а також молодіжну збірну Бразилії.

## Клубна кар'єра
Народився 3 березня 1997 року в місті Порту-Алегрі. Вихованець юнацької команди футбольного клубу «Інтернасьйонал».

### «Ліверпуль» і оренди
Влітку 2015 приєднався до складу англійського «Ліверпуля» за 500,000 фунтів. Не відігравши за «мерсісайдців» жодного матчу, був орендований до клубу «СІК», де провів один сезон, взявши участь у 8 матчах чемпіонату.
Протягом 2016 року захищав кольори команди клубу «Сент-Трюйден».
Своєю грою за останню команду привернув увагу представників тренерського штабу клубу «Герта», до складу якого приєднався того ж року. Відіграв за берлінський клуб наступний сезон своєї ігрової кар'єри.
Протягом 2017—2018 років захищав кольори команди клубу «Аполлон».
До складу клубу «Айнтрахт» приєднався 2018 року. Всього відіграв за франкфуртський клуб 4 матчі в національному чемпіонаті.
Протягом 2019 року захищав кольори клубу «Флуміненсе».

### Подальша кар'єра
До складу «Атлетіко Мінейру» приєднався взимку 2020 року, підписавши з клубом 5-річний контракт. Станом на 28 жовтня 2020 року відіграв за команду з Белу-Орізонті 15 матчів в національному чемпіонаті.

## Виступи за збірну
Протягом 2016–2018 років залучався до складу молодіжної збірної Бразилії. На молодіжному рівні зіграв у 6 офіційних матчах, забив 1 гол.

## Титули і досягнення
- Чемпіон Фінляндії (1):

«СЯК»: 2015
- Чемпіон Бразилії (1):

«Атлетіку Мінейру»: 2021
- Переможець Ліги Мінейро (4):

«Атлетіку Мінейру»: 2020, 2021, 2022, 2023
- Переможець Ліги Каріока (1):

«Фламенгу»: 2024
- Володар Кубка Бразилії (2):

«Атлетіку Мінейру»: 2021
«Фламенгу»: 2024
- Володар Суперкубка Бразилії (2):

«Атлетіку Мінейру»: 2022
«Фламенгу»: 2025